# هاجس (فلم 2007)
هاجس هو فيلم إثارة تم إنتاجه في الولايات المتحدة وصدر في سنة 2007. من بطولة ساندرا بولوك وجوليان مكماهون ونيا لونغ وأمبير فاليتا وكورتني تايلور بيرنز.

## القصة
زوجة يتوفى زوجها ويتركها وحيدة، تستيقظ صباحا لتجده حيا بجوارها ثم يموت مرة أخرى، وتحاوطها الهواجس.

## الميزانية والإيرادات
بلغت تكلفة إنتاج الفيلم حوالي 20 مليون دولار بينما حقق إيرادات تقدر بـ 84146832 دولار.

## وصلات خارجية
- مقالات تستعمل روابط فنية بلا صلة مع ويكي بيانات